# 匍匐栒子
匍匐栒子（学名：Cotoneaster adpressus）为蔷薇科栒子属的植物。分布于缅甸、印度、尼泊尔以及中国大陆的四川、云南、陕西、西藏、湖北、贵州、甘肃、青海等地，生长于海拔1,900米至4,000米的地区，多生长在山坡杂木林边以及岩石山坡，目前尚未由人工引种栽培。

## 别名
匍匐灰栒子（华北经济植物志要）